# Вязовец (Угранский район)
Вязовец — упразднённая деревня в Угранском районе Смоленской области России. Входила в состав Желаньинского сельского поселения.
Население — 0 жителей (2007 год). 
Располагалась в юго-восточной части области в 10 км к юго-востоку от Угры, в 22 км южнее автодороги Р132 Вязьма — Калуга — Тула — Рязань, на берегу реки Большая Слоча. В 11 км северо-западнее от деревни находится железнодорожная станция Угра на линии Торжок-Брянск. 

## История
В годы Великой Отечественной войны деревня была оккупирована гитлеровскими войсками в октябре 1941 года, освобождена в марте 1943 года.
Упразднена в 2010 году. 